# Kesselsdorfi csata
Az 1745. december 15-én megvívott kesselsdorfi csatában a dessaui Lipót vezette porosz hadak vereséget mértek a szász Friedrich August Rutowski tábornagy vezette osztrák-szász szövetség hadaira és ezzel eldöntötte a második sziléziai háború kimenetelét Poroszország javára.

## Előzmények
A Szászország elleni támadásuk során a poroszok két hadoszlopa tartott a főváros, Drezda felé 1745 végén. Az egyiket maga II. Frigyes porosz király, a másikat Lipót herceg, „az öreg dessaui” vezette. Lipót és Drezda között állt Lipcsénél Rutowski tábornok a szász haderővel. Drezda és Rutowski felé tartott Lotharingiai Károly a seregével abban a reményben, hogy a várost meg tudja védeni és a szász csapatoknak is segítséget tud nyújtani. Lipót lassan, kimérten közeledett seregével és november 29-én szász területre lépve a Lipcsénél álló Rutowski erői felé haladt, mire Rutowski visszavonult Drezda irányába.
December 12-én Lipót elérte Meissent és itt csatlakozott hozzá a Lehwaldt vezette hadtest. Rutowskihoz csatlakozott néhány Grünne vezette osztrák egység és Kesselsdorfnál vett fel állást, 8 km-re Drezdától nyugatra. Stratégiai szempontból ez előnyös volt számára, mert így egyszerre fedezhette Drezdát és ugyanakkor közelebb is került Károly közeledő osztrák csapataihoz, mint amekkora távolságra a két porosz sereg volt egymástól. A szászok a Kesselsdorftól az Elba folyóig futó emelkedőn, a Zschoner Grundtól délre álltak fel, mellyel szemben a folyó és mocsaras vidék terült el. Grünne 7000 osztrák katonája a balszárnyon állt, oldalát az Elba védte. Az arcvonal hosszan nyúlt el és a közepén volt egy jókora rés a szász és az osztrák csapatok között. Lipót december 15-én ért a hó és jég borította csatamezőre.

## A csata lefolyása

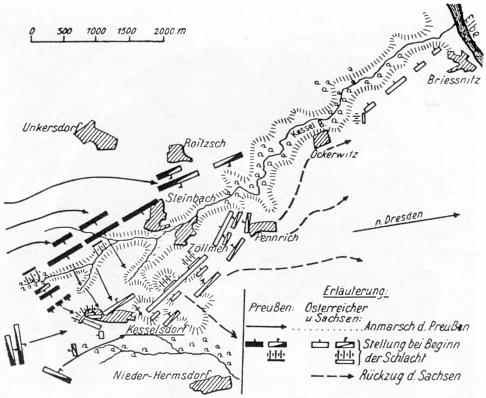
a csata vázlata

„Az öreg dessaui” eltökélte, hogy megrohanja ezt az állást és dél körül támadásba lendült. A 70 éves tábornok azt tervezte, hogy Kesselsdorf bevételével az ellenség szárnyát visszaszoríthatja és az erőit a szászokra összpontosíthatja. Kesselsdorf ma Wilsdruff város egyik kerülete, mely település a szász fővárostól, Drezdától nyugatra fekszik. A hely védelmére 1745 decemberében az osztrákok és szászok 35 000 fős hadsereget vontak össze és a Zschoner Grundtól délre állították fel. Ez a falu volt az állás kulcsa és 3 tüzérüteg 34 ágyúja – közte 24 nehézágyú - fedezte. A műszakiak és az ácsok jelentősen megerősítették az állás védelmi létesítményeit.
Lipót a gyalogság és a gránátosok elit egységeit jelölte ki a támadáshoz, de az első rohamot jelentős veszteségek mellett visszaverték, melynek során a támadást vezető Hertzberg tábornok is elesett. A második, nagyobb erőkkel végrehajtott támadást is visszaverték és a porosz csapatok rendezetlenül vonultak vissza. A 3500 támadóból 1500 volt a veszteség.

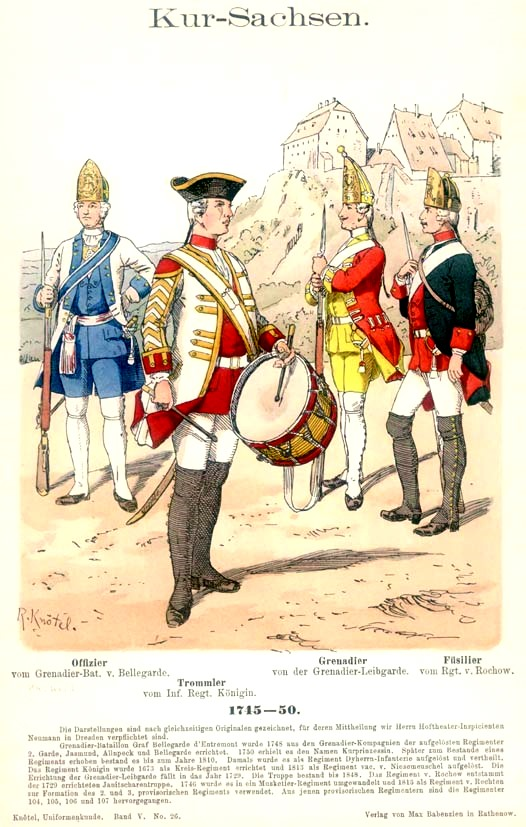
Szász katonák a 18. század közepén

Mivel a szász csapatok a visszavonuló porosz zászlóaljakat üldözőbe vették, a tüzérségnek fel kellett hagynia a lövetésükkel. Az üldözés során arcvonaluk felbomlott, a porosz dragonyosok pedig masszív sortüzekkel szétszórták és megfutamították őket, majd ellentámadásba lendülve a menekülőket követve betörtek Kesselsdorfba és megszerezték az ütegeket.
Ezzel egy időben Móric herceg, a porosz főparancsnok fia az ezredével az ellenséges jobbszárnyat Pennrichnél megkerülte és visszavetette. Az ezred egymagában sokáig tartotta állásait, miközben a többi ezred sikertelenül próbált eljutni hozzájuk a szászok kemény ellenállása miatt. Lipót sikere Kesselsdorfnál végül itt is rendezetlen visszavonulásra késztette a szászokat. Az egész csata folyamán a 7000 fős osztrák kontingens egyetlen lövést sem adott le.
A szász csapatok Drezda irányába özönlöttek vissza, ahol a 18 000 fős seregével beérkező Lotharingiai Károly sem tudta megállítani a menekülésüket. A Drezdáhozhoz érkező Frigyes és Lipót feltétel nélküli megadásra szólították fel a várost, melyet december 17-én átadták a poroszoknak és Frigyes már a következő nap bevonult a szász fővárosba.

## Következmények
A kesselsdorfi csata volt „az öreg dessaui” utolsó csatája, mellyel Poroszország javára döntötte el a háborút. December 25-én Frigyes megkötötte Mária Terézia és III. Ágost szász király küldötteivel a drezdai békét. III. Ágost ekkor miniszterével, Heinrich von Brühllel együtt Prágában tartózkodott, ahova a porosz előrenyomulás elől menekültek. A béke megkötése után Franciaország egyedül maradt a Habsburg Birodalom elleni harcban.

## Emlékezete
- A 11:30 órakor megkötött drezdai békére emlékeztet mind a mai napig a kesselsdorfi Szent Katalin-templom (St. Katharinenkirche) déli harangozása.
- Ennek a csatának az emlékére jött létre 1788-ban „Kursächsische Leibgarde” lassú katonai indulója, a „Der Kesselsdorfer”, melynek eredete egészen 1742-ig nyúlik vissza.
- A csata előtt Lipót állítólag megesküdött, hogy Szászországot olyan bűzzel tölti meg, melyet még évekig érezni lehet. Majd egy imával fordult Istenhez, melyben a semlegességét kérte: „Istenem, légy ma kegyes hozzám! Vagy ha nem akarsz, legalább ezeket a gazembereket, az ellenséget ne segítsd, hanem nézd, mi következik!”

## Fordítás
- Ez a szócikk részben vagy egészben  a   Battle of Kesselsdorf című angol Wikipédia-szócikk ezen változatának fordításán alapul.  Az eredeti cikk szerkesztőit annak laptörténete sorolja fel. Ez a jelzés csupán a megfogalmazás eredetét és a szerzői jogokat jelzi, nem szolgál a cikkben szereplő információk forrásmegjelöléseként.
- Ez a szócikk részben vagy egészben  a   Schlacht bei Kesselsdorf című német Wikipédia-szócikk ezen változatának fordításán alapul.  Az eredeti cikk szerkesztőit annak laptörténete sorolja fel. Ez a jelzés csupán a megfogalmazás eredetét és a szerzői jogokat jelzi, nem szolgál a cikkben szereplő információk forrásmegjelöléseként.